# Arcos (Braga)
Arcos is een plaats (freguesia) in de Portugese gemeente Braga en telt 731 inwoners (2001).